# Einar Haugen
Einar Ingvald Haugen (/ˈhaʊɡən/; 19 de abril de 1906 - 20 de junho de 1994) foi um linguista americano, autor e professor na Universidade de Wisconsin-Madison e na Universidade de Harvard.

## Biografia
Haugen nasceu em Sioux City, Iowa, para imigrantes noruegueses da vila de Oppdal, em Trøndelag, Noruega. Quando era criança, a família se mudou de volta para Oppdal por alguns anos, mas depois voltou para os Estados Unidos. Haugen frequentou o Colégio Morningside na cidade de Sioux, mas se transferiu para o Colégio St. Olaf para estudar com Ole Edvart Rølvaag. Em 1928, obteve seu bacharelado e imediatamente prosseguiu seus estudos de pós-graduação em línguas escandinavas com o professor George T. Flom na Universidade de Illinois em Urbana-Champaign, onde recebeu o Ph.D. ,em 1931.
Em 1931, Haugen ingressou na faculdade da Universidade de Wisconsin-Madison, onde permaneceu até 1962. Foi nomeado Professor de Escandinavo e Linguística na Universidade de Harvard em 1964 e lá permaneceu até sua aposentadoria, em 1975. Haugen foi presidente da Sociedade Linguística da América, da Sociedade Americana de Diálogo e da Sociedade para o Progresso dos Estudos Escandinavos. Haugen também foi membro do Conselho de Editores da Associação Histórica Norueguês-Americana.
Em 1972, foi agraciado com um título honorário, doutor honoris causa, no Instituto Norueguês de Tecnologia, posteriormente parte da Universidade Norueguesa de Ciência e Tecnologia.
Haugen é creditado por ter sido pioneiro na sociolinguística americana e por ser um dos principais estudiosos no campo dos estudos norueguês-americanos
, incluindo os antigos estudos nórdicos. Talvez seu trabalho mais importante tenha sido  O idioma norueguês na América: A Study in Bilingual Behavior  (ISBN 0-253-34115-9). Além de várias obras importantes dentro destes campos, escreveu a obra autorizada sobre o dialeto de sua casa ancestral de Oppdal e um livro intitulado  A Ecologia da Linguagem , com o qual foi pioneiro de um novo campo da linguística, mais tarde chamado de Ecolinguística. Einar Haugen também escreveu o  Norwegian English Dictionary/Norsk engelsk ordbok  (ISBN 0-299-03874-2).
Seu último livro foi uma biografia do virtuoso violinista norueguês Ole Bull co-escrito com sua filha, Camilla Cai.

## Memoriais
A Bolsa Memorial Einar e Eva Lund Haugen foi criada pela Associação Histórica Norueguês-Americana em homenagem a Einar Haugen e sua esposa Eva Lund Haugen (1907-1996). Ademais, o Capítulo de Boston da Fundação Americana e Escandinava votou para estabelecer o Prêmio Einar e Eva Haugen. O prêmio é concedido anualmente a um estudante de graduação ou pós-graduação por excelência no campo das línguas e literatura escandinavas na Universidade de Harvard